# Karambakkudi
Karambakkudi är en ort i Indien.   Den ligger i distriktet Pudukkottai och delstaten Tamil Nadu, i den södra delen av landet, 2 000 km söder om huvudstaden New Delhi. Karambakkudi ligger 50 meter över havet och antalet invånare är 12 371.
Terrängen runt Karambakkudi är mycket platt. Runt Karambakkudi är det tätbefolkat, med 397 invånare per kvadratkilometer. Närmaste större samhälle är Pattukkottai, 20,0 km öster om Karambakkudi. Trakten runt Karambakkudi består till största delen av jordbruksmark.